# Gerhard Egbers
Gerhard Egbers (* 4. Juni 1933 in Nordhorn) ist promovierter Diplom-Ingenieur mit Fachrichtung Textiltechnik.

## Leben
Egbers studierte an der RWTH Aachen Maschinenbau mit Fachrichtung Textiltechnik und promovierte dort bei Walther Wegener. Nach einjähriger Tätigkeit am Massachusetts Institute of Technology leitete er mehrere Jahre die Spinnerei der Firma NINO. 1971 wurde er Direktor des damaligen Instituts für Textiltechnik in Reutlingen. 1981 wurde er auch Lehrstuhl-Inhaber für Textiltechnik an der Universität Stuttgart. In der Zeit bis zu seinem Ruhestand 1998 wuchs das Institut deutlich, so dass 1981 der Umzug an den heutigen Standort Denkendorf vollzogen wurde.